# Rivière de la Coquille
Pour les articles homonymes, voir Coquille.
La rivière de la Coquille est un affluent du lac Nicabau, coulant dans le territoire non organisé du Lac-Ashuapmushuan, dans la municipalité régionale de comté (MRC) de Le Domaine-du-Roy, dans la région administrative du Saguenay-Lac-Saint-Jean, au Québec, au Canada.
Cette rivière traverse successivement les cantons de Charron et de Ducharme. Cette rivière fait partie de la Réserve faunique Ashuapmushuan. La foresterie constitue la principale activité économique de cette vallée ; les activités récréotouristiques, en second.
Une route forestière secondaire (se dirigeant vers le nord-est) qui se relie à la route 167 dessert la partie supérieure de la vallée de la rivière de la Coquille en passant au nord du lac Liasse et au sud du lac de la Coquille. La route 167 reliant Chibougamau et Saint-Félicien (Québec) passe du côté ouest de la partie inférieure de la rivière.
La surface de la rivière De la Coquille est habituellement gelée du début novembre à la mi-mai, toutefois la circulation sécuritaire sur la glace se fait généralement de la mi-novembre à la mi-avril.

## Géographie
Les bassins versants voisins de la rivière de la Coquille sont :
- côté nord : lac de la Coquille, lac Charron, rivière Boisvert, lac Boisvert ;
- côté est : rivière Chaudière, rivière au Tonnerre ;
- côté sud : lac Nicabau, rivière au Tonnerre, rivière Normandin, ruisseau Bouteroue ;
- côté ouest : lac Charron, lac Malo, lacs Obatogamau, lac La Dauversière.

La rivière de la Coquille prend naissance à l'embouchure du lac de la Coquille (longueur : 7,1 km ; altitude :
405 m) situé dans le canton de Charron.
L’embouchure de ce lac de tête est située à :
- 6,1 km à l'est du lac Charron (rivière Normandin) ;
- 12,2 km au nord de l’embouchure de la rivière de la Coquille (confluence avec le lac Nicabau) ;
- 17,9 km au nord de l’embouchure du lac Nicabau dont la partie sud est traversée par la rivière Normandin ;
- 39,2 km au nord-ouest de l’embouchure de la rivière Normandin (confluence avec le lac Ashuapmushuan.

À partir de l'embouchure du lac de la Coquille, la rivière de la Coquille coule sur 20,5 km selon les segments suivants :
- 4,7 km vers le sud-ouest dans le canton de Charron en formant une courbe vers le sud-est en zones de marais, jusqu’à la limite nord du canton de Ducharme, correspondant à la décharge (venant du sud-est) du lac des Charagnes ;
- 4,8 km vers l'ouest dans le canton de Charron, notamment en traversant le lac Pommelé (longueur : 0,9 km ; altitude : 407 m), jusqu’à la limite nord du canton de Ducharme ;
- 1,7 km vers le sud-ouest dans le canton de Ducharme, jusqu’à la rive nord du lac Liasse ;
- 5,3 km vers le sud en traversant le lac Liasse (altitude : 392 m) constitué par un élargissement de la rivière, jusqu’à son embouchure ;
- 4,0 km vers le sud notamment en traversant le lac Troilet (longueur : 1,3 km ; altitude : 390 m), jusqu’à l’embouchure de la rivière[2].

La rivière de la Coquille se déverse au fond d’une baie sur la rive nord-est du lac Nicabau (longueur : 9,7 km ; altitude : 386 m) qui est traversé sur 9,0 km vers le sud, puis vers l’est, par le courant de la rivière de la Coquille. De là, le courant descend vers le sud-est la rivière Normandin sur 38,7 km, jusqu’à la rive nord-ouest du lac Ashuapmushuan. Puis, le courant emprunte le cours de la rivière Ashuapmushuan qui se déverse à Saint-Félicien (Québec) sur la rive ouest du lac Saint-Jean.
La confluence de la rivière de la Coquille avec le lac Nicabau est située à :
- 8,8 km au nord-est de l’embouchure du lac Rohault ;
- 7,2 km au nord de l’embouchure du lac Nicabau dont la partie sud est traversée par la rivière Normandin ;
- 33,1 km au nord-ouest de l’embouchure de la rivière Normandin (confluence avec le lac Ashuapmushuan ;
- 154 km au nord-ouest de l’embouchure de la rivière Ashuapmushuan (confluence avec le lac Saint-Jean).

## Toponymie
Le toponyme rivière De la Coquille a été officialisé le 18 juin 1971 à la Commission de toponymie du Québec, soit lors de sa création.